# Лунное безумие
«Лунное безумие» (англ. Mad at the Moon) — вестерн, фильм ужасов 1992 года американского производства режиссёра Мартина Донована.

## Сюжет
События происходят в 1892 году, на Диком Западе. Дженни влюблена в местного забияку Джеймса. Но все её надежды рушатся, когда мать насильно выдаёт её замуж  за тихого и скромного Миллера, соседа-фермера. Жизнь обещает быть скучной и тоскливой, вот только оказалось, что Миллер — оборотень.

## В ролях
- Харт Бохнер — Миллер Браун
- Пэт Эткинс — Миссис Рассел
- Элинор Баггетт — Миссис Миллет ст.
- Дафна Зунига — Миссис Миллет мл.
- Стивен Блейк — Джеймс Миллер
- Чек Веррелл — Салли